# Суперчврсто стање
Суперчврсто стање је просторно уређени материјал (који је чврст или кристалан) са суперфлуидним својствима. Слично суперфлуиду, суперчврста материја има способност кретања без трења али задржава чврст облик. Мада је суперчврста супстанца чврста материја, она испојава знатан број карактеристика које је раздвајају од других чврстих материја, те је многи сматрају засебним стањем материје.
У физици кондензоване материје суперчврсто тело је просторно распоређен материјал са својствима суперфлуида. У случају хелијума-4, од 1960-их се претпостављало да је могуће створити суперчврсто тело .  Од 2017. коначни докази о постојању овог стања пружени су у неколико експеримената који су користили атомске Бозе-Ајншајнове кондензате .

## Позадина
Суперсолид је посебно квантно стање материје у којем честице формирају круту, просторно распоређену структуру, али такође теку и при нултом вискозитету. Ово је у супротности са интуицијом да је проток, а посебно у току суперфлуида нулте вискозности, својство искључиво флуидног стања, на пример, суперпроводних електрона и неутронских течности, гасова са Бозе-Ајнштајновим кондензатом или неконвенционалних течности попут хелијума -4 или хелијума -3 на довољно ниској температури. Више од 50 година није било јасно може ли постојати суперчврсто стање 

### Експерименти са употребом хелијума
Иако је неколико експеримената дало негативне резултате, 1980-их година Џон Гоодкинд је ултразвуком открио прву аномалију у чврстом стању .   Инспирисани својим запажањима 2004. године, Јун-Сонг Ким и Државни универзитет Мозес Чан у Пенсилванији уочили су појаве које су се тумачиле као суперчврсто понашање . Конкретно, посматрали су некласичан момент инерције  торзионог осцилатора. Ово запажање није се могло објаснити класичним моделима, али је било у складу са понашањем налик на течност у малом проценту атома хелијума садржаних у осцилатору.
Ова побуда подстакла је низ накнадних студија да открију улогу дефеката или нечистоћа кристала хелијума-3. Даљи експерименти, међутим, бацају сумњу на постојање правог суперсолида хелијума. Оно што је најважније, показало се да се посматрани феномени могу у великој мери објаснити као резултат промена еластичних својстава хелијума . 2012. године Чан је поновио своје оригиналне експерименте са новим апаратом дизајнираним да елиминише све такве доприносе. У овом експерименту, Чан и његови коаутори нису пронашли доказе о суперчврстом материјалу .

## Експерименти са ултра хладним квантним гасовима
2017. две истраживачке групе из ЕТХ Зурицх и МИТ пријавиле су стварање ултра хладног квантног гаса са суперчврстим својствима. Циришка група је поставила Бозе-Ајнштајнов кондензат унутар два оптичка резонатора, што је побољшало атомске интеракције све док се спонтано нису кристализовали да би формирали чврсту супстанцу која одржава Бозе-Ајнштајновом кондензату инхерентну суперфлуидност .  Ова поставка остварује посебан облик суперчврстог материјала, суперчврсте решетке, где су атоми везани за места споља наметнуте решеткасте структуре. Тим МИТ-а изложио је Бозе-Ајншатјнов кондензат двоструко већем потенцијалу светлосних зрака, стварајући ефикасно спајање у орбити. Интерференција између атома две ротирајуће орбите са стопљеним решеткама довела је до повећане модулације карактеристичне густине .
Године 2019. три групе из Штутгарта, Фиренце и Иннсбрука приметиле су суперчврста својства у диполним кондензатима Бозе -Ајнштајновог кондензата  формираним атомима лантаноида. У овим системима суперсолидација настаје директно из атомских интеракција, без потребе за спољном оптичком решетком. Ово је олакшано директним побуђивањем суперфлуидног тока, а тиме и коначним доказом постојања суперчврстог стања материје.

## Теорија
У већини теорија овог стања, претпоставља се да празнине - празнине које обично заузимају честице у идеалном кристалу - воде до суперчврстог материјала. Ове празнине узрокује енергија нулте тачке, која их такође доводи до померања са места на место попут таласа. Будући да су празнине бозони, ако такви слободни облаци могу постојати на врло ниским температурама, тада се Босе-Ајнштајнова кондензација слободног простора може појавити на температурама мањим од неколико десетина Келвина. Кохерентни проток слободног простора еквивалентан је "супер протоку" (протоку без трења) честица у супротном смеру. Упркос присуству гаса на слободним местима, одржава се уређена структура кристала, иако се у просеку налази мање од једне честице са сваке стране решетке. Алтернативно, суперчврсто тело може да се изведе из суперфлуида. У овој ситуацији, која се реализује у експериментима са атомским Бозе-Ајнштајновим кондензатом , просторно распоређена структура је модулација на врху расподеле густине.